# Muhammad Abdullah
Muhammad Abdullah var en pakistansk maulana som från slutet av 1960-talet fram till sin död 1998 var ledare för den Röda moskén i Islamabad. Han kom från en fattig muslimsk familj i Rajanpurdistriktet, som tillhörde krigarklanen Baloch Mazari, hemmahörande i södra Punjab och nordöstra Baluchistan.
Maulana Muhammad Abdullahs inflytande i det pakistanska samhället var stort och sägs ha omfattat ledande regeringsföreträdare och diktatorn Zia-ul-Haq. Efter att han 1998 mördats framför moskén, efterträdde sonen Abdul Aziz honom som khateeb och maulana.